# Academia Mongol de Ciencias
La Academia Mongol de Ciencias es el primer centro de Mongolia de ciencias modernas. Fue fundado en 1921, cuando el gobierno estableció un Instituto de Literatura y Escritura, el cual fue luego creciendo hasta convertirse en el Instituto de Ciencia. Después, en 1961, fue reconstituido como la Academia Mongol de Ciencias (MAS, por su nombre en inglés Mongolian Academy of Sciences). Ha tenido a su cargo investigaciones paleontológicas y estudios de campo.
- Datos: Q2105962
- Especies: GISPS